# Lamioideae
Sous-famille
Synonymes
- Melittaceae Martynov[2]

Les Lamioideae sont une sous-famille de plantes à fleurs dicotylédones de la famille des Lamiaceae (Labiateae). Avec plus de 1250 espèces et 63 genres, c'est la seconde en importance des sept sous-familles qui composent la famille des Lamiaceae.

La sous-famille des Lamioideae est principalement composée de plantes herbacées, d'arbrisseaux et de sous-arbrisseaux. Elle a une répartition quasi-cosmopolite, avec une distribution plus fréquente en Eurasie et en Afrique. Elle est fortement représentée (tant par le nombre d'espèces que par leur abondance locale) dans les régions tempérées chaudes à subtropicales, mais se rencontre également dans certaines régions tropicales et tempérées froides.

La classification au niveau infra-sous-familial est caractérisée par un grand nombre de genres monotypiques et par le fait que la moitié environ du nombre total d'espèces appartiennent à seulement quatre genres apparemment paraphylétiques (Leucas, Phlomis, Sideritis et Stachys), ce qui reflète clairement les défis taxonomiques que cette sous-famille représente.
Le genre type est Lamium L.

## Liste des sous-taxons

### Liste des tribus
Betoniceae – Colquhounieae – Galeopsideae – Gomphostemmateae – Lamieae – Leonureae – Leucadeae – Marrubieae – Paraphlomideae – Phlomideae – Pogostemoneae – Stachydeae – Synandreae

### Liste des genres
Selon BioLib (15 août 2019) :
- Achyrospermum Blume
- Acrotome Benth. ex Endl.
- Ajugoides Makino
- Alajja Ikonn.
- Anisomeles R. Br.
- Ballota L.
- Betonica
- Bostrychanthera Benth.
- Brazoria Engelm. & A. Gray
- Chamaesphacos Schrenk ex Fisch. & C.A. Mey.
- Chelonopsis Miq.
- Colebrookea Sm.
- Colquhounia Wall.
- Comanthosphace S. Moore
- Craniotome Rchb.
- Eremostachys Bunge
- Eriophyton Benth.
- Eurysolen Prain
- Galeobdolon Huds.
- Galeopsis L.
- Gomphostemma Wall. ex Benth.
- Haplostachys (A. Gray) W.F. Hillebr.
- Hypogomphia Bunge
- Isoleucas O. Schwartz
- Lagochilus Bunge
- Lagopsis
- Lamiastrum Heister ex Fabr.
- Lamiophlomis
- Lamium L.
- Leonotis (Pers.) R. Br.
- Leonurus L.
- Leucas R. Br.
- Leucosceptrum Sm.
- Loxocalyx Hemsl.
- Macbridea Elliott ex Nutt.
- Marrubium L.
- Melittis L.
- Metastachydium Airy Shaw ex C.Y. Wu & H.W. Li
- Microtoena Prain
- Moluccella L.
- Notochaete Benth.
- Otostegia Benth.
- Panzerina Sojak
- Paralamium Dunn
- Paraphlomis Prain
- Phlomidoschema (Benth.) Vved.
- Phlomis L.
- Phyllostegia Benth.
- Physostegia Benth.
- Pogostemon Desf.
- Prasium L.
- Pseuderemostachys Popov
- Pseudomarrubium Popov
- Rostrinucula Kudo
- Roylea Wall. ex Benth.
- Sideritis L.
- Stachyopsis Popov & Vved.
- Stachys L.
- Stenogyne Benth.
- Sulaimania Hedge & Rech.f.
- Suzukia Kudo
- Synandra Nutt.
- Thuspeinanta T. Durand
- Warnockia M.W. Turner
- Wiedemannia Fisch. & C.A. Mey.